# آن برايسون
آن برايسون (بالإنجليزية: Ann Bryson)‏ هي ممثلة بريطانية، ولدت في 4 أكتوبر 1964.

## وصلات خارجية
- آن برايسون على موقع IMDb (الإنجليزية)
- آن برايسون على موقع ميوزك برينز (الإنجليزية)
- آن برايسون على موقع قاعدة بيانات الفيلم (الإنجليزية)